# Pressenævnet
Pressenævnet er en dansk institution etableret med grundlag i Medieansvarslovens kapitel 7. Pressenævnet behandler klager om overtrædelse af god presseskik og spørgsmål om genmæle.

## Hvilke sager og medier
Sager om overtrædelse af god presseskik tager udgangspunkt i de Vejledende regler for god presseskik. De gældende Vejledende regler for god presseskik er formuleret i en betænkning fra Medieansvarsudvalget i 1990.
Sager vedrørende genmæle afgøres i henhold Medieansvarslovens kapitel 6. I følge medieansvarsloven har man ret til at få offentliggjort et genmæle i et massemedie overfor faktiske oplysninger, der kan påføre økonomisk eller anden skade, der er fremsat i mediet – medmindre påstanden er utvivlsomt rigtig.
Pressenævnet afgør kun sager vedrørende medier, der er omfattet af Medieansvarsloven. Det er indenlandske periodiske skrifter (dvs. fx danske aviser, magasiner og blade) og radio- og tv-programmer. For andre massemedier, fx rendyrkede internetnyhedstjenester, gælder det, at de selv skal tilmelde sig Pressenævnet for at være omfattet af Medieansvarsloven. Bemærk at det ikke fritager for strafansvar i forhold til Straffeloven ikke at høre under Medieansvarsloven.
For sager i forbindelse med reklamer i radio eller tv, gælder Lov om radio- og fjernsynsvirksomhed i stedet for Medieansvarsloven.

## Nævnets nuværende sammensætning (januar 2017)[1]
Pressenævnet består af otte medlemmer: Formand og næstformand udpeges af højesteret, to medlemmer udpeges af Dansk Journalistforbund, to af udpeges af de danske mediers redaktionelle ledelser og offentlighedens to repræsentanter udpeges efter udtalelse fra Dansk Folkeoplysnings Samråd. Hvert medlem har en stedfortræder.
| Rolle       | Navn                  | Jobtitel                                        | Stedfortræder           | Jobtitel                                              |
| ----------- | --------------------- | ----------------------------------------------- | ----------------------- | ----------------------------------------------------- |
| Formand     | Hanne Schmidt         | Højesteretsdommer                               | Jens Kruse Mikkelsen    | Højesteretsdommer                                     |
| Næstformand | Jesper Rothe          | Advokat                                         | Martin Lavesen          | Advokat                                               |
| Medlem      | Jørn Mikkelsen        | Fhv. chefredaktør på Jyllands-Posten            | Turid Fennefoss Nielsen | Chefredaktør på NORDJYSKE Medier                      |
| Medlem      | Hans Peter Blicher    | Tværgående chefredaktør på TV 2                 | Inger Bach              | Etikchef i DR                                         |
| Medlem      | Lene Sarup            | Journalist og tillidsmand på Jysk Fynske Medier | Lars Lindskov           | Pressefotograf og formand for Pressefotografforbundet |
| Medlem      | Ulrik Holmstrup       | Produktionsselskabs-indehaver                   | Janni Pedersen          | Journalist og studievært på TV 2 News                 |
| Medlem      | Marlene Borst Hansen  | Formand for Fora                                | Otto Juhl Nielsen       | Direktør for FOF                                      |
| Medlem      | John Meinert Jacobsen | Direktør for AOF                                | Karsten Kolding         | Kommunikationschef i Coop                             |